# 38083 Rhadamanthus
38083 Rhadamanthus هو كويكب، يقع ضمن جرم وراء نبتوني. اكتشف في 17 أبريل 1999. وقد اكتشفه مسح بروجي عميق.

## روابط خارجية
- 38083 Rhadamanthus في قاعدة بيانات مختبر الدفع النفاث لأجرام النظام الشمسي الصغيرة

- الاكتشاف · مخطط المدار ·  العناصر المدارية · المعلمات المادية

- 38083 Rhadamanthus على موقع ويكي سكاي: DSS2, SDSS, GALEX, IRAS, Hydrogen α, X-Ray, Astrophoto, Sky Map, Articles and images